# Balta chopardi
Balta chopardi är en kackerlacksart som beskrevs av Karlis Princis 1969. Balta chopardi ingår i släktet Balta och familjen småkackerlackor. Inga underarter finns listade.